# Port-Lesney
Port-Lesney es una localidad y comuna francesa situada en la región de Franco Condado, departamento de Jura, en el distrito de Lons-le-Saunier y cantón de Villers-Farlay.

## Demografía
| 617 | 539 | 559 | 494 | 431 | 414 | 569 |
| Para los censos de 1962 a 1999 la población legal corresponde a la población sin duplicidades (Fuente: INSEE [Consultar]) |     |     |     |     |     |     |